# Nick D'Aloisio
Nick D'Aloisio é um programador de computador britânico. Ele é mais conhecido como o criador do Summly,
que é um resumo, tecnologia de inteligência artificial desenvolvido com SRI International.
D'Aloisio tem sido reconhecida como a pessoa mais jovem a receber uma partida de capital de risco em tecnologia de Hong Kong com o bilionário Li Ka Shing, com apenas 15 anos de idade.
A partir de março de 2013, foi vendido para o Yahoo! por supostos US $ 155 milhões de dólares  tornando-o um dos mais jovens milionários da atualidade. D'Aloisio recebeu o prêmio "Inovador do Ano" na cidade de Nova York pelo Wall Street Journal por seu trabalho em Summly e pelo Yahoo!.
D'Aloisio também foi incluído na revista Time (revista) 'Time 100' como um dos adolescentes mais
influentes do mundo, bem como sendo perfilado em suas "Secrets of Genius" Publicação. D'Aloisio atualmente lidera o
aclamado Yahoo News Digest, que lançou na CES 2014 e ganhou o 2014 da Apple Design Award na WWDC por sua excelência
tecnológica e de produto. Ele também é um estudante de graduação em Hertford College, Universidade de Oxford Universidade onde estuda.